# هانس ويلهلم كونينغ
هانس ويلهلم كونينغ (بالألمانية: Hans Wilhelm König)‏ هو طبيب عسكري ألماني، ولد في 13 مايو 1912 في شتوتغارت في ألمانيا، وتوفي في القرن العشرين.